# Ралф Кадуърт
Ралф Кадуърт (на английски: Ralph Cudworth) е английски философ, водеща фигура в школата на Кеймбриджките платоници. Дълги години е бил професор по еврейски език в Кеймбриджкия университет. Най-известното му съчинение е „Истинската интелектуална система на Вселената“ (The True Intellectual System of the Universe), от 1678 г.